# مديرية زنجبار

تعديل مصدري - تعديل

مديرية زنجبار إحدى مديريات محافظة أبين في اليمن. بلغ عدد سكانها 25524 نسمة عام 2004. مركزها مدينة زنجبار.

## التقسيم الإداري
تقسم المديرية إدارياً إلى عزلة واحدة تحمل نفس اسم المديرية.